# Sepúlveda Pertence
José Paulo Sepúlveda Pertence (Sabará, 21 de novembro de 1937 – Brasília, 2 de julho de 2023) foi um jurista, professor, advogado e magistrado brasileiro. Entre outros cargos, foi procurador-geral da República, ministro e presidente do Supremo Tribunal Federal e presidente da Comissão de Ética Pública da Presidência da República.

## Biografia
Formado em direito pela Universidade Federal de Minas Gerais em 1960, exerceu desde o curso secundário intensa atividade no movimento estudantil, ocupando postos de representação e de direção em diversas entidades, tendo sido o 1º vice-presidente da União Nacional dos Estudantes (UNE), no biênio 1959/1960.
Mudou-se para Brasília, onde ocupou o cargo de assistente jurídico da prefeitura do Distrito Federal em 1961. Iniciou o curso de mestrado na Universidade de Brasília, onde, ao mesmo tempo, foi instrutor e professor auxiliar, desde a abertura dos cursos, em abril de 1962, até outubro de 1965, quando foi demitido.
Em 1963, foi aprovado em concurso público para o cargo de promotor de Justiça do Ministério Público do Distrito Federal e dos Territórios. Entre 1965 e 1967 foi assessor do ministro Evandro Lins e Silva no Supremo Tribunal Federal (STF). Foi cassado do Ministério Público em outubro de 1969 pela Junta Militar de 1969, com base no AI-5.
A partir de então, dedicou-se integralmente à advocacia, em escritório montado junto ao ex-ministro do STF Victor Nunes Leal, que também fora cassado pelo governo militar naquele mesmo ano, tendo atuado em Brasília, Minas Gerais, São Paulo e no Rio de Janeiro, e ocupado, ainda, cargos na Ordem dos Advogados do Brasil (OAB).
Escolhido por Tancredo Neves para o cargo de procurador-geral da República, foi nomeado pelo presidente José Sarney e empossado em 15 de março de 1985, exercendo cumulativamente as funções de procurador-geral Eleitoral e de membro do Conselho de Defesa dos Direitos da Pessoa Humana. Como procurador-geral causou polêmica no julgamento da Representação 1349. Um grupo de parlamentares solicitou a declaração de inconstitucionalidade da Lei de Informática. Pertence era contra manifestando tal posição na petição inicial. A prática não era comum. O Supremo considerou inepta a petição inicial alegando que não se pode conhecer de uma ação se o autor a propõe e diz logo que quer que ela seja julgada improcedente. Os parlamentares proponentes da declaração acusaram Sepúlveda de deslealdade e de inovar juridicamente.
Foi um dos membros da Comissão Affonso Arinos encarregado de elaborar o Anteprojeto Constitucional para a Constituição brasileira de 1988. Partiu de sua sugestão a proposta de autonomia do Ministério Público, algo que se arrependeria anos depois.

### Supremo Tribunal Federal
Foi nomeado ministro do Supremo Tribunal Federal pelo presidente José Sarney em 1989, na vaga decorrente da aposentadoria do ministro Oscar Dias Correia, tomando posse no cargo em 17 de maio.
Foi indicado pelo STF para ministro do Tribunal Superior Eleitoral entre 1990 a 1992 e exerceu a Presidência daquele órgão de 15 de junho de 1993 a 15 de novembro de 1994. Entre 1999 e 2004, foi novamente ministro e presidente do TSE.
Em 9 de novembro de 1994, foi eleito vice-presidente do Supremo Tribunal Federal. Ascendeu à presidência, mediante eleição, em 19 de abril de 1995, e foi empossado no cargo em 17 de maio seguinte, nele permanecendo até 20 de maio de 1997.
Entre 1995 e o fim de seu mandato, fez dezenas de palestras aos temas da reforma do Poder Judiciário — particularmente a defesa da proposta da “Súmula vinculante” — e aos problemas da convivência dos sistemas concentrado e difuso de controle da constitucionalidade de normas no Brasil.
Aposentou-se como ministro do Supremo Tribunal Federal em 17 de agosto de 2007.
Em 7 de dezembro de 2009, foi agraciado com a Grã-Cruz da Ordem do Ipiranga pelo Governo do Estado de São Paulo, na pessoa do então governador José Serra.

### Comissão de Ética Pública da Presidência da República
Após sua saída do STF, tornou-se membro da Comissão de Ética Pública da Presidência da República em dezembro de 2007. Em 24 de setembro de 2012, quando era presidente da comissão, renunciou ao seu mandato após a presidente Dilma Rousseff, fugindo à praxe, não ter renovado o mandato de dois conselheiros (Marília Muricy e Fábio Coutinho).

### Defesa de Luiz Inácio Lula da Silva
Em fevereiro de 2018, ingressou na equipe de advogados responsável pela defesa do ex-presidente da República Luiz Inácio Lula da Silva, condenado pelo Tribunal Regional Federal da 4ª Região pelos crimes de corrupção passiva e lavagem de dinheiro. Na visão de Pertence, Lula seria alvo de uma "perseguição jamais vista".

### Morte
Morreu na madrugada de 2 de julho 2023, aos 85 anos, no Hospital Sírio-Libanês em Brasília, de falência de múltiplos órgãos, depois de uma semana de internação.

## Trabalhos jurídicos
- “Da Competência na Teoria do Ordenamento Jurídico”, mimeo, UNE, 1965
- “Contribuição à Teoria do Distrito Federal”, Rev. do TJDF, nº 2/17; Rev. Forense,
- “Liberdade de Direito e Asilo” (Anais da VIII Conferência Nacional da OAB)
- “A OAB e a Anistia” (Parecer da OAB, 1979, em Anistia, Senado Federal, 1980, 2º vol.)
- “Victor Nunes Leal” - Homenagem póstuma no STF — Revista do Direito Público
- “A Crise Institucional Brasileira” (painel com os Professores J. J. Calmon de Passos e Celso Antônio Bandeira de Mello, OAB-RJ, 1984)
- “Princípio da maioria absoluta” (Art. 75, CF) “Eleições de Governadores e Prefeitos” (parecer, Cadernos de Direito Constitucional e Eleitoral, v. 1/115)
- “Inelegibilidade — Crime contra a Administração Pública — Prescrição retroativa” (Cadernos de Direito Constitucional e Eleitoral, v. 1/115)
- “Propaganda Eleitoral — Isonomia” (parecer, Cadernos de Direito Constitucional e Eleitoral, v. 3/48)
- “Eleitoral — Possibilidade de os meios de comunicação divulgarem, a qualquer tempo, pesquisas eleitorais. Constituição de 1988” — Parecer, 26 de outubro de 1988
- Pareceres do Procurador-Geral da República (1985/1987), Ministério da Justiça — DIN, Brasília, 1988, 601 páginas